# Hanessian Foreland
Das Hanessian Foreland ist eine vergleichsweise flache und schneebedeckte Halbinsel an der Hobbs-Küste des westantarktischen Marie-Byrd-Lands. Seewärts erstreckt sie sich zwischen der Siniff Bay und dem westlichen Ende des Getz-Schelfeises.
Der United States Geological Survey kartierte die Halbinsel anhand eigener Vermessungen und Luftaufnahmen der United States Navy zwischen 1959 und 1965. Das Advisory Committee on Antarctic Names benannte sie 1975 nach John Hanessian Jr. (1925–1974), Politikwissenschaftler der George Washington University, der von 1954 bis 1958 als Mitarbeiter der  National Academy of Sciences wesentliche Beiträge für das Polarforschungskomitee zur Planung und Durchführung des US-Programms zum Internationalen Geophysikalischen Jahr geleistet hatte.